# Buffalo County (Nebraska)
Das Buffalo County ist ein County im US-Bundesstaat Nebraska. Der Verwaltungssitz (County Seat) ist Kearney, das nach dem Fort Kearny benannt wurde.

## Geographie
Das County liegt etwas südöstlich des geografischen Zentrums von Nebraska und hat eine Fläche von 2526 Quadratkilometern, wovon 19 Quadratkilometer Wasserfläche sind. Es grenzt an folgende Countys:
| Custer County | Sherman County | Howard County |
| Dawson County |                | Hall County   |
| Phelps County | Kearney County | Adams County  |

## Geschichte
Das Buffalo County wurde 1855 aus ehemaligem Indianerland gebildet. Benannt wurde es nach den damals hier vorbeiziehenden Büffelherden.
17 Bauwerke und Stätten des Countys sind im National Register of Historic Places eingetragen (Stand 10. Februar 2018).

## Demografische Daten

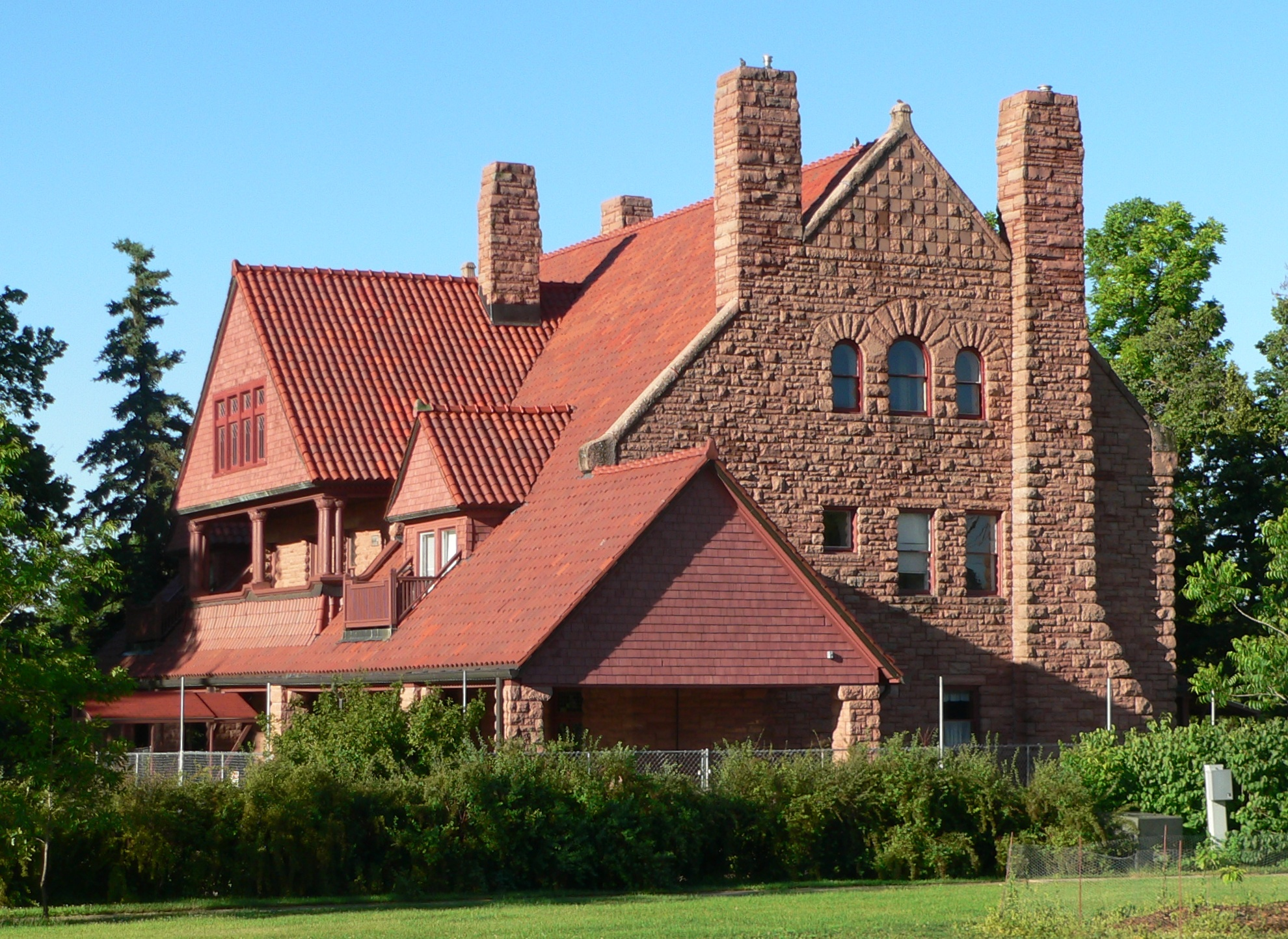
George W. Frank House, gelistet im NRHP

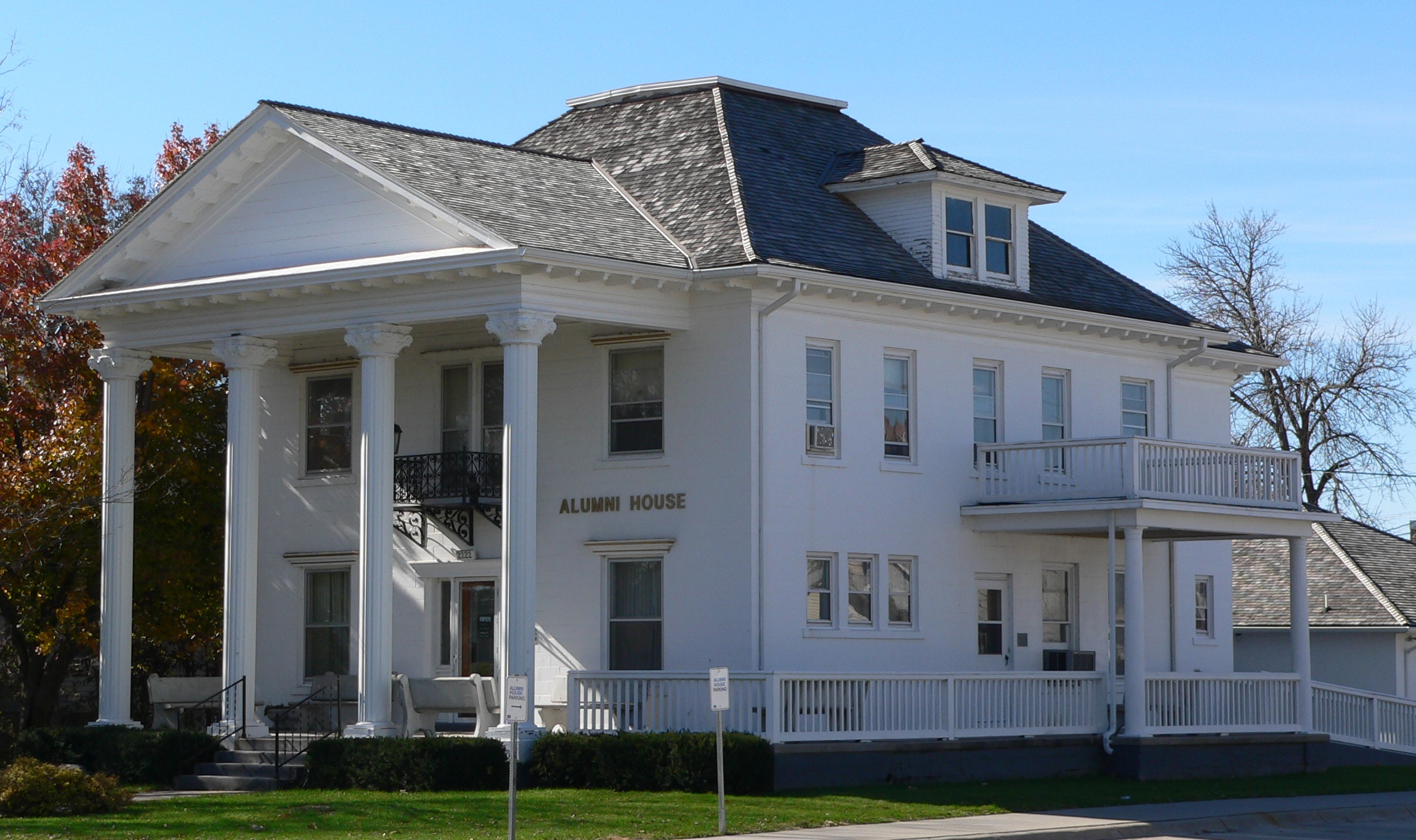
Dr. A. O. Thomas House, gelistet im NRHP

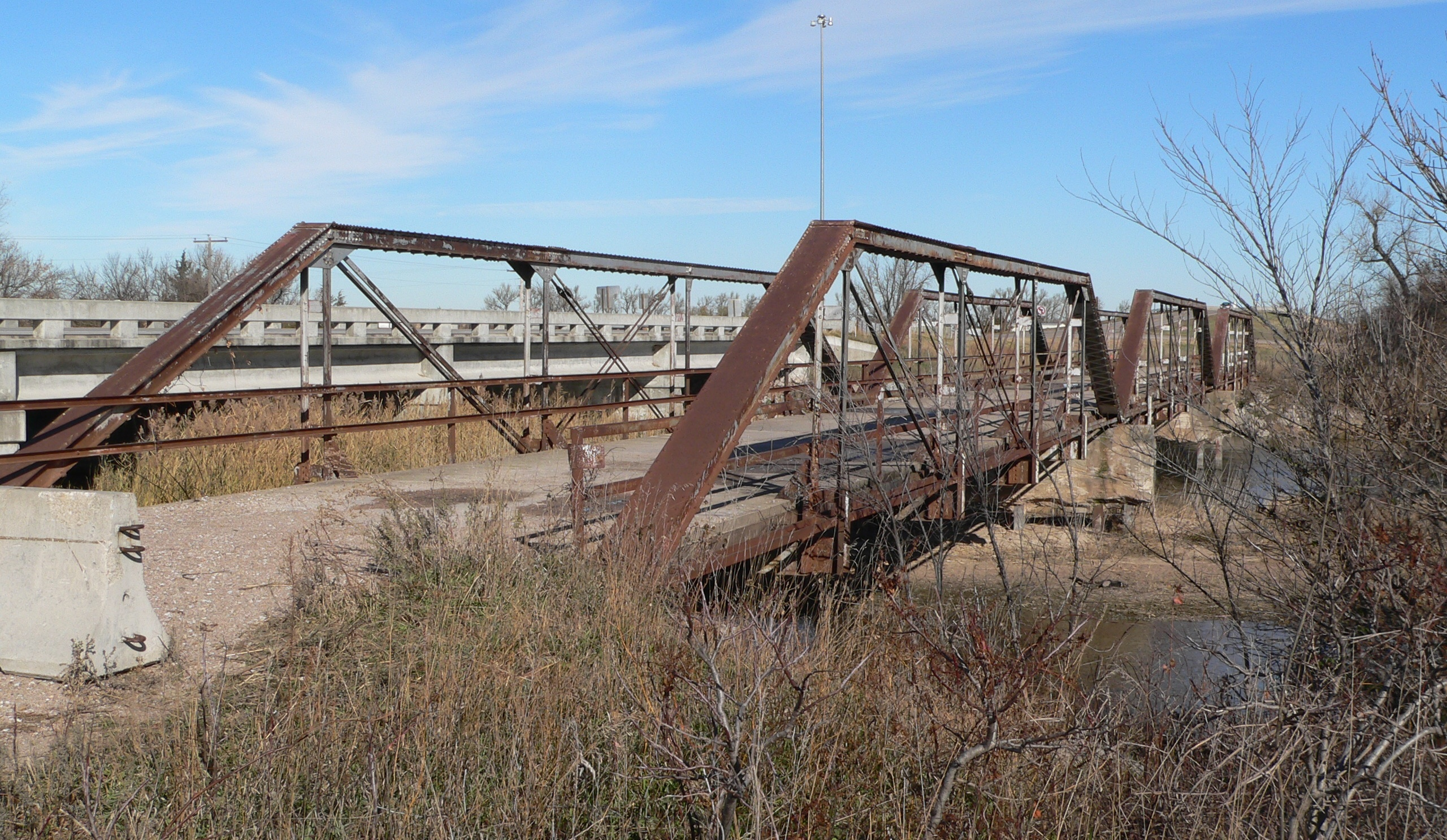
Kilgore Bridge, gelistet im NRHP

Nach der Volkszählung im Jahr 2000 lebten im Buffalo County 42.259 Menschen. Davon wohnten 2.788 Personen in Sammelunterkünften, die anderen Einwohner lebten in 15.930 Haushalten und 10.227 Familien. Die Bevölkerungsdichte betrug 17 Einwohner pro Quadratkilometer. Ethnisch betrachtet setzte sich die Bevölkerung zusammen aus 95,18 Prozent Weißen, 0,55 Prozent Afroamerikanern, 0,33 Prozent amerikanischen Ureinwohnern, 0,68 Prozent Asiaten, 0,03 Prozent Bewohnern aus dem pazifischen Inselraum und 2,20 Prozent aus anderen ethnischen Gruppen. 1,03 Prozent stammten von zwei oder mehr Ethnien ab. 4,66 Prozent der Bevölkerung waren spanischer oder lateinamerikanischer Abstammung, die verschiedenen der genannten Gruppen angehörten.
Von den 15.930 Haushalten hatten 32,7 Prozent Kinder und Jugendliche unter 18 Jahre, die bei ihnen lebten. 52,9 Prozent waren verheiratete, zusammenlebende Paare, 8,3 Prozent waren allein erziehende Mütter, 35,8 Prozent waren keine Familien, 26,1 Prozent waren Singlehaushalte und in 9,6 Prozent lebten Menschen im Alter von 65 Jahren oder darüber. Die Durchschnittshaushaltsgröße lag bei 2,48 und die durchschnittliche Familiengröße bei 3,02 Personen.
Auf das gesamte County bezogen setzte sich die Bevölkerung zusammen aus 25,0 Prozent Einwohnern unter 18 Jahren, 17,8 Prozent zwischen 18 und 24 Jahren, 26,6 Prozent zwischen 25 und 44 Jahren, 19,0 Prozent zwischen 45 und 64 Jahren und 11,5 Prozent waren 65 Jahre alt oder darüber. Das Durchschnittsalter betrug 30 Jahre. Auf 100 weibliche kamen statistisch 96,0 männliche Personen. Auf 100 Frauen im Alter von 18 Jahren oder darüber kamen statistisch 92,4 Männer.

Das jährliche Durchschnittseinkommen eines Haushalts betrug 36.782 USD, das Durchschnittseinkommen der Familien betrug 46.247 USD. Männer hatten ein Durchschnittseinkommen von 30.182 USD, Frauen 21.977 USD. Das Prokopfeinkommen betrug 17.510 USD. 6,3 Prozent der Familien und 11,2 Prozent der Bevölkerung lebten unterhalb der Armutsgrenze. Davon waren 10,5 Prozent Kinder oder Jugendliche unter 18 Jahre und 8,5 Prozent waren Menschen über 65 Jahre.

## Städte und Gemeinden
| Citys - Gibbon - Kearney - Ravenna | Villages - Amherst - Elm Creek - Miller | 0 - Pleasanton - Riverdale - Shelton | Unincorporated Community - Buda |

weitere Orte
| - Alfalfa Center - Denman | - Glenwood Park - Odessa | - Poole - Prairie Center | - Saint Michael - Sweetwater |

Townships
- Armada Township
- Beaver Township
- Cedar Township
- Center Township
- Cherry Creek Township
- Collins Township
- Divide Township
- Elm Creek Township
- Gardner Township
- Garfield Township
- Gibbon Township
- Grant Township
- Harrison Township
- Logan Township
- Loup Township
- Odessa Township
- Platte Township
- Riverdale Township
- Rusco Township
- Sartoria Township
- Schneider Township
- Scott Township
- Sharon Township
- Shelton Township
- Thornton Township
- Valley Township